# Harcerstwo w okresie stalinizmu
Harcerstwo w okresie stalinizmu – harcerstwo istniejące w Polsce w okresie stalinizmu (lata 1949–1956). Działało wówczas ok. 100 organizacji tzw. „drugiej konspiracji harcerskiej” w większości bez broni lub z nieliczną bronią przechowywaną na wypadek wybuchu kolejnej wojny.
W większym stopniu pojawiały się cele wychowania patriotycznego, a nawet w wielu organizacjach oddziaływania na młodzież nie zrzeszoną i społeczeństwo. Powszechnie posługiwano się ulotkami i napisami na murach. Eksplozja powstawania nowych organizacji łączyła się ze zlikwidowaniem ZHP w 1950 roku.
Niektóre harcerskie organizacje niepodległościowe z tego okresu poza działalnością niepodległościową prowadziły działalność harcerską. Przyjmowano harcerską strukturę organizacyjną z podziałem na zastępy, drużyny, hufce, a nawet sporadycznie do komendy chorągwi włącznie. Przeprowadzano biegi harcerskie w terenie na stopnie harcerskie, wydawano rozkazy, mianowano funkcyjnych, przyznawano stopnie harcerskie. Szkolono harcerzy w łączności, terenoznawstwie i samarytance.
Trudno ustalić pełną liczbę uczestników „drugiej konspiracji harcerskiej”, ale pewien obraz daje liczba 2997 harcerek i harcerzy uzyskana z akt sądowych i rejestrów skazanych.

## Kalendarium
- 1949 – wprowadzono nowe stopnie i sprawności. Za podstawę pracy w roku 1949/1950 przyjęto referat Władysława Kosińskiego „W pracy i walce z klasą robotniczą wychowujemy młodzież harcerską”. Stopniowo eliminowano tradycyjne formy pracy i emblematy organizacyjne. Na miejsce krzyża i lilijki wprowadzono znaczek harcerski tzw. czuwajkę, wzorowany na znaczku ZMP. Instruktorów-księży zwalniano z funkcji i zabraniano wszelkich akcentów religijnych. Mundury pozostały w dalszym ciągu khaki dla chłopców i szare dla dziewcząt, wprowadzono jednak mundur odświętny składający się na wzór radzieckich pionierów z białej koszuli z czerwoną chustą i granatowych spodni lub spódnic[1]. Zastąpiono tradycyjny salut wojskowy pozdrowieniem pionierskim, czyli salutem całą dłonią ze złączonymi palcami mającymi symbolizować jedność interesów ludzi pracy na całym świecie (pięć kontynentów)[2]. Pozdrowienie harcerskie przyjęło formę „W nauce, pracy i walce – Czuwaj!”. Komendy chorągwi i hufców przemianowano na komendy wojewódzkie i powiatowe. Zlikwidowano harcerstwo starsze, a młodzież szkół średnich przekazano do ZMP i „Służby Polsce”. Zwolniono większość dawnych instruktorów oraz przyznano stopień harcmistrza wszystkim członkom Zarządu Głównego ZMP
- 1950 – likwidacja sprawności i stopni harcerskich, nowe Prawo i Przyrzeczenie. Zastąpienie hymnu harcerskiego hymnem Światowej Federacji Młodzieży Demokratycznej.
- 15 października 1950 – wcielenie struktur ZHP w struktury Związku Młodzieży Polskiej.
- 1 czerwca 1951 – powstaje Organizacja Harcerska Związku Młodzieży Polskiej. OH ZMP wykorzystując nazwę „harcerska” zaprzestała stosowania metodyki harcerskiej i była kopią radzieckich pionierów (białe koszule, czerwone chusty, znaczek harcerski tzw. czuwajka zamiast krzyża itp).
- maj-czerwiec 1956 – wyodrębnienie się Organizacji Harcerskiej (w ramach ZMP), zmiana nazwy na Organizacja Harcerska Polski Ludowej (OHPL), deklaracja powrotu do tradycyjnego munduru i nazw.